# Antimimistis melamphaes
Antimimistis melamphaes är en fjärilsart som beskrevs av Louis Beethoven Prout 1958. Antimimistis melamphaes ingår i släktet Antimimistis och familjen mätare. Inga underarter finns listade i Catalogue of Life.